# Chillania
Chillania Roiv.  é um género botânico pertencente à família Cyperaceae.
O gênero é composto por uma única espécie:

## Espécie
- Chillania pusilla